# Nerino Rossi
Nerino Rossi (Castenaso, 1º gennaio 1925 – Roma, 26 ottobre 2014) è stato uno scrittore, giornalista e politico italiano.
È autore del libro La neve nel bicchiere dal quale è stato tratto il film omonimo di Florestano Vancini.

## Biografia
Laureato in giurisprudenza all'università di Bologna, ha iniziato la propria attività come giornalista e autore di romanzi. Come saggista, ha pubblicato, a partire dal 1953, vari libri di indagine sociologica, politica e di costume.
Ha iniziato invece l'attività giornalistica nel quotidiano bolognese L'Avvenire d'Italia. A Bologna è stato direttore di due settimanali editi delle ACLI (Associazioni Cristiane Lavoratori Italiani). Nel 1955 si è trasferito a Roma entrando come inviato speciale a Il Popolo, organo della Democrazia Cristiana. Dal 1964 al 1967 ne fu il direttore responsabile.
Negli anni settanta è stato consigliere nazionale della Democrazia Cristiana. Poi dirigente centrale del partito, con l'incarico di responsabile della sezione per l'opinione pubblica. Ha lasciato la politica dopo l'uccisione di Aldo Moro. Ha quindi ripreso la professione giornalistica entrando alla RAI dapprima con incarichi di coordinamento, poi come direttore di testata presso Rai International. È stato docente alla Scuola Superiore di giornalismo radiotelevisivo presso l'università di Perugia. È stato consigliere di amministrazione di Rai Corporation.

## Riconoscimenti
- Per alcuni articoli su L'Avvenire d'Italia ha vinto il premio San Marino.
- Con il romanzo Melanzio ha vinto il premio Napoli[3]  ed è stato finalista al Premio Strega.[4].
- Nel 1960 ha vinto il Premio Saint-Vincent per il giornalismo.[5]
- Nel 1955 è stato nominato commendatore della Repubblica italiana.
- Era cittadino onorario di Castenaso, suo paese natale.

## Pubblicazioni

### Romanzi
- La neve nel bicchiere, Marsilio, 1977
- Melanzio, Rusconi, 1980
- La signora della Gaiana, Bompiani, 1982
- Il ballo di Mara, Camunia, 1985
- La voce nel pozzo, Marsilio, 1990
- La Pavona, Marsilio, 1992
- La pietra forata, Marsilio, 1996
- Il detenuto, Marsilio, I998
- La stanza della padrona, Marsilio, 2001
- Il posto dei papaveri, Marsilio, 2005

### Saggi
- L'anima dell'America, Edizioni Paoline, 1953
- Il giornalista ideale,  Edizioni Paoline, 1953
- Il Delta ha tre anni, E.P.M., 1955
- Gli artigiani del mare, Cinque Lune, 1957
- Cinque anni difficili, Cappelli, 1958
- Battaglie a tavolino, Spes, 1967
- Un partito per la nuova società, D.C., 1973
- 72 critiche alla D.C. / 72 risposte, Cinque Lune, 1975
- Odissea verde (a cura di G. Calamaro), Ferraro, 1982
- Le quattro stagioni della vita, Gremese Editore, 1986
- L'albero del pane (a cura di Anna Maria De Donato), Lucarini Scuola, 1987
- Quando c'erano le lucciole, Newton Compton, 1993
- Gli inganni della storia, Marsilio, 2008